# Tukdam
Tukdam ist ein tibetisch-buddhistischer Begriff, der einen besonderen meditativen Zustand nach dem physischen Tod beschreibt. In diesem Zustand soll der Geist des Verstorbenen weiterhin meditieren, obwohl klinisch der Tod bereits eingetreten ist. Diese Praxis wird vor allem bei hochentwickelten Praktizierenden beobachtet und ist in der tibetischen Kultur tief verwurzelt.
Tukdam leitet sich von den tibetischen Wörtern „thugs dam“ ab, was wörtlich „Geist-Meditation“ bedeutet. Es ist ein Zustand, in dem der Körper eines verstorbenen buddhistischen Praktizierenden keine Anzeichen des Verfalls zeigt, wie es normalerweise nach dem Tod zu erwarten wäre. Dies kann Tage bis Wochen dauern und wird als Zeichen einer fortgeschrittenen spirituellen Praxis angesehen. Der Glaube an Tukdam stützt sich auf die buddhistische Auffassung, dass der Tod ein Übergang ist und dass das Bewusstsein den Körper in einem gereinigten Zustand verlassen kann. Es wird angenommen, dass die Praxis des Tukdam eine Form der Resilienz gegenüber dem Tod darstellt und zu einem tieferen Verständnis des Bewusstseins führt.
Die Praxis des Tukdam hat sowohl spirituelle als auch soziale Implikationen. In der tibetischen Gemeinschaft wird der Körper eines Praktizierenden in Tukdam oft respektvoll behandelt und es wird angenommen, dass er weiterhin spirituellen Nutzen für die Gemeinschaft bringt. Diese Praktik bietet auch tiefere Einblicke in das Verständnis des Sterbeprozesses und der postmortalen Zustände in der buddhistischen Philosophie.

## Mögliche Ursachen für die verzögerte Zersetzung des Körpers
Die verzögerte Zersetzung des Körpers eines verstorbenen buddhistischen Praktizierenden im Zustand des Tukdam kann auf mehrere medizinische und anatomische Faktoren zurückgeführt werden. Studien zeigen, dass die konstant überwachte Temperatur und Feuchtigkeit im Raum, die niedrig gehalten werden, die Zersetzungsprozesse verlangsamen können. Normalerweise beginnt die Zersetzung durch bakterielle Aktivität im Verdauungstrakt, die jedoch durch meditative Zustände oder Umweltbedingungen gehemmt werden kann. Kulturelle Praktiken wie das Einwickeln des Körpers in Tücher und das Platzieren von Baumwolle in den Körperöffnungen können die Freisetzung von Zersetzungsflüssigkeiten und den Zugang von Insekten einschränken, was ebenfalls zur Verlangsamung der Zersetzung beiträgt. Zudem hatten die Verstorbenen teilweise Medikamente wie Antibiotika und Steroide erhalten, die die mikrobiellen Prozesse beeinflussen und somit die Zersetzung verzögern könnten. Schließlich könnten intensive meditative Praktiken physiologische Zustände hervorrufen, die den Metabolismus und andere Körperprozesse beeinflussen, was ebenfalls zu einer verlangsamten Zersetzung führt.

## Medien
- Tukdam: Meditation bis in den Tod - Die ganze Doku | ARTE. Abgerufen am 27. Juni 2024.